# Headbanger!!
| Recensione          | Giudizio |
| ------------------- | -------- |
| Rolling Stone Japan |          |

Headbanger!! (ヘドバンギャー！！?, Hedobangyā!!, talvolta traslitterato come Head Bangya!! o Headbangya!!, e conosciuto altresì come Headbangeeeeerrrrr!!!!!), è un singolo discografico del gruppo musicale di idol giapponesi Babymetal, pubblicato il 4 luglio 2012 dall'etichetta Jūonbu Records, filiale della Toy's Factory. Ha debuttato alla posizione numero 20 della classifica settimanale della Oricon.
Si tratta del terzo singolo estratto dall'album eponimo di debutto del gruppo Babymetal.

## Il disco

### Lancio e promozione
L'uscita del singolo è stata annunciata il 14 giugno 2012 in occasione del lancio della 13ª edizione della campagna promozionale No Music, no Idol?, organizzata dalla Tower Records. Il debutto dal vivo della title track del singolo è avvenuto il 23 giugno successivo, in occasione dell'evento Tower Records Presents Pop'n Idol 02.
Il 7 e l'8 luglio 2012 il gruppo ha tenuto una serie di due concerti promozionali di presentazione del singolo a Osaka e Nagoya, mentre il 14 luglio ha organizzato un evento speciale a Shibuya con ingresso limitato ai possessori del biglietto contenuto nell'edizione originale del singolo. Il 21 luglio ha tenuto un concerto a Meguro con ingresso limitato ai possessori di una serie di biglietti distribuiti tramite lotteria. Per presenziare al concerto era inoltre obbligatorio indossare il collare ortopedico distribuito con l'edizione limitata del singolo.

### Composizione
Il disco contiene quattro tracce: la title track Headbanger!!, il lato B Ukiuki midnight (ウ・キ・ウ・キ★ミッドナイト?, Ukiuki middonaito), più le rispettive versioni strumentali.
Headbanger!! è un brano di genere thrash metal, ed è stato associato al movimento musicale thrash metal della Bay Area. Il testo della canzone parla a proposito dei quindici anni di Su-metal, la frontwoman del gruppo.
Ukiuki midnight è un brano metalcore con un bridge dubstep che contiene un sample della melodia della canzone Twinkle, Twinkle, Little Star. Può essere considerato la continuazione del brano Dokidoki morning.

## Video musicale
Il video musicale della title track è stato diretto da Hidenobu Tanabe, per il quale ha ricevuto una nomination nella categoria  Miglior regista dell'anno agli Space Shower Music Video Awards 2012. Racconta la storia di una quindicenne che trova un leggendario collare ortopedico in una scatola misteriosa cadutale nelle braccia dal cielo. All'improvviso il collare le si allaccia al collo, trasformandola in una headbanger. L'edizione limitata del singolo è stata distribuita insieme a un cofanetto contenente un collare ortopedico per allenarsi nel gesto dell'headbanging.

## Tracce
1. Headbanger!! (ヘドバンギャー！！) – 4:02 (testo: Edometal, Nakametal – musica: Narametal)
2. Ukiuki midnight (ウ・キ・ウ・キ★ミッドナイト) – 3:20 (testo: Ryu-metal, Fujimetal – musica: Team K)
3. Headbanger!! (Air Vocal ver.) (ヘドバンギャー！！（Air Vocal ver.）) – 4:02
4. Ukiuki midnight (Air Vocal ver.) (ウ・キ・ウ・キ★ミッドナイト (Air Vocal ver.)) – 3:20

## Formazione
- Su-metal - voce
- Yuimetal - cori
- Moametal - cori

## Classifiche
| Classifica (2012)                | Posizione più alta |
| -------------------------------- | ------------------ |
| Giappone (Oricon)                | 20                 |
| Giappone (Oricon Indies)         | 2                  |
| Giappone (Billboard)             | 19                 |
| Giappone (Billboard independent) | 3                  |